# Флав
Вижте пояснителната страница за други личности с името Флав.
Флав (Flavus; на лат.:„Русият“) e германец в служба на римляните. Той е по-малък брат на Арминий, който побеждава Рим в Битката в Тевтобургската гора.
Флав е син на княза на херуските Сегимер, който дава двата си сина като заложници в Рим, където те получават римско образование си и служат като офицери в помощната войска.
Докато брат му Арминий се връща в родината си и се бие против римляните, Флав остава в Рим и е офицер. През 16 г. Флав загубва едното си око в битки за Рим.
Баща е на Италик, който расте на римска територия, вероятно в Равена.